# Nordan
Nordan Gruppen AS og Nordan AS er en international norsk producent af vinduer og døre med hovedkvarter i Moi i Rogaland. Virksomheden blev grundlagt i 1926 af den danske hjulmagersøn Johannes Rasmussen. I 2023 havde koncernen en samlet omsætning på ca. 4,9 mia. norske kroner. Nordan Gruppen har 12 fabrikker i Danmark, Norge, Sverige, Polen og Litauen. De har ca. 2.400 ansatte. Nordan AS er virksomhedens datterselskab i Norge med 677 ansatte.. NorDan Gruppen AS er en del af Johs Rasmussen-koncernen..
I Norge har Nordan fabrikker i Moi, Egersund og Klepp.
I Danmark opkøbte de i 2020 vinduesproducenten STM Vinduer i Rudkøbing på Langeland.